# Мамия II Дадиани
Мамия II Дадиани (груз. მამია II დადიანი; ум. 1414) — представитель грузинского княжеского рода Дадиани и эристави Одиши, исторического региона в западной Грузии, соответствующего современной Мегрелии, с 1396 года до своей смерти в 1414 году.
Мамия II был сыном Вамеха I Дадиани, эристави Одиши, после смерти которого в 1396 году он унаследовал этот титул. Во время его правления Грузинское царство неоднократно подвергалось нападениям со стороны тюрко-монгольского эмира Тамерлана, войска которого опустошали страну и разрушали её единство. На западные грузинские провинции претендовали потомки бывших царей Имеретии, но их попытки подчинить себе Дадиани оказались тщетными. Мамия II же продолжал политику своих предшественников по возвышению княжества Одиши. В 1414 году он пошёл войной на абхазов, но погиб в бою.
У Мамии II было двое сыновей, Липарит I и Вамех II, оба впоследствии также носили титул эристави Одиши. Если отождествление, проведённое грузинским историком Тедо Жорданией в 1902 году, Мамии II с эриставом эристави («князем князей») и мандатурт-ухуцесом («господином верховным управляющим») Мамией Дадиани, упомянутым в грузинской надписи на омофоре из Моквского собора, верно, то жену Мамии II звали Еленой. Мамия и его жена Екатерина, ранее называвшаяся Еленой, также упоминаются в памятной записи в Евангелии XIII века из монастыря Вардзиа и, вероятно, также аналогичным образом в Евангелии XI века из города Урбниси, в котором жена Дадиани Екатерина, ранее Елена, упоминается как «дочь царя». Двойное имя этой женщины наводит на мысль, что она могла стать монахиней, соответственно сменив имя. Гипотеза Жордании была оспорена в 2001 году историком Бежаном Хоравой, который идентифицировал Мамию в этих текстах как Мамию III Дадиани, умершего в 1533 году.